# Chionachne gigantea
Chionachne gigantea är en gräsart som först beskrevs av J.Koenig, och fick sitt nu gällande namn av Jan Frederik Veldkamp. Chionachne gigantea ingår i släktet Chionachne och familjen gräs. IUCN kategoriserar arten globalt som livskraftig. Inga underarter finns listade i Catalogue of Life.